# Roland Habersetzer
Roland Habersetzer (* 1942) ist ein französischer Experte im Shōtōkan- und Wadō-Ryū-Karate, im Taijiquan (Yang-Stil – diese Kunst lehrt er seit 1973) und in verschiedenen Wushu-Stilen (Hunggar, Choylifut). Darüber hinaus praktiziert er Kobudō seit 1973, dem Jahr seiner ersten Begegnung mit Matayoshi Shinpō.
Nach verschiedenen Gürtelgraden in Frankreich, Japan und China wurde ihm im Jahre 1992 in Japan in Anerkennung seiner Leistungen der 8. Dan im Karate verliehen. Im Jahre 2006 verlieh ihm Ogura Tsuneyoshi aus Kōfu (Japan) den 9. Dan und den Titel eines Hanshi, des zweithöchsten Meistergrades im Budō. Außerdem bestätigte Ogura Habersetzers Berechtigung zur Gründung seines eigenen Kampfkunststils (Sōke), des Tengu-Ryū. Der 9. Dan sowie der Titel des Hanshi und des Sōke wurden durch Ōtsuka Tadahiko aus Tokio bestätigt.

## Leben
1957 begann er, Jûdô und Jûjutsu zu praktizieren. Bereits im Jahr darauf wurde er auf Karate aufmerksam, welches erst seit kurzem seinen Weg nach Frankreich gefunden hatte und dort nur in kleinen Kreisen geübt wurde. Schon bald entschied er sich vollständig für diese Richtung. 1961 erhielt er den 1. Dan in dieser Kampfkunst, womit er einer der ersten „Schwarzgurte“ Frankreichs wurde und der zu jener Zeit jüngste. 1962 gründete er die Sektion Karate/Kobudô des Straßburger Universitätsklubs, als dessen Leiter bzw. Berater er bis 1990 tätig war. Hier bildete er zahlreiche Karatelehrer aus, die ihrerseits im gesamten Osten Frankreichs Dōjō gründeten. Während seiner mehr als 10-jährigen Tätigkeit in der noch jungen Fédération Française de Karaté wirkte er an der Ausbildung Tausender Karateka mit.
Enttäuscht von der Tendenz des Karate, sich von der Kampfkunst zur Sportart zu entwickeln, gründete er 1974 das Centre de Recherche Budo (CRB), eine internationale Organisation, deren Ziel darin besteht, freundschaftliche Verbindungen zwischen allen Budōka zu knüpfen, denen vorrangig der Erhalt der geistigen Werte der japanischen und chinesischen Kampfkünste am Herzen liegt. Seit über 30 Jahren tritt er für das Weiterbestehen eines traditionellen Karatedô ein. Geist und Technik seiner Konzeption des Budō spiegeln sich in seinen zahlreichen technischen und historischen Werken wider (mehr als 70 Bücher bisher), die in der Welt der Kampfkunst hohes Ansehen besitzen. Er leitet Lehrgänge auf der ganzen Welt. Seit 1975 führte er das Karatedô in den Ländern Osteuropas ein.
Im Jahre 1995 schuf Habersetzer im Rahmen des CRB den Tengu-Ryū bzw. Tengu-no-michi, wörtlich: „Weg des Tengu“, eine rein defensive Praxis der Kampfkünste. Tengu-no-michi bedeutet die Anpassung der klassischen japanischen Kampfkünste (Sogo Budō) an die Bedürfnisse und Möglichkeiten der modernen Zeit (Shin Budō). Dabei ist Tengu-no-michi unabhängig von Karate-Stilrichtungen und sowohl unbewaffnet (Kara-ho Tengu-no-waza) als auch mit Waffen möglich (Buki-ho tengu-no-waza), wobei die Waffen sowohl die klassischen Kobudo-Waffen Okinawas (Tengu-Ryū Kobudō) als auch moderne Schusswaffen (Tengu-Ryū Hojutsu) einschließen. Durch Training im Dōjō werden beim Tengu-no-michi solche Einstellungen und Verhaltensweisen für den Fall einer Gefahr für einen selbst oder für andere eingeübt, die ethisch und praktisch angemessen sind. Die entsprechenden Übungen wurden u. a. in den Katas Tengu-no-kata und Tengu Goshin-no-kata kodifiziert. Ziel ist ein kriegerisches, gleichzeitig jedoch aggressionsfreies Verhalten.
Sein erster Roman, Li, le Mandchou, erschien im Jahre 1976 bei Trévise; in der Folge veröffentlichte er drei weitere Romane mit kampfkunstbezogener Handlung im renommierten französischen Verlag Pygmalion sowie einen Band mit auf historischen Quellen beruhenden Erzählungen über die Kriegerkaste im mittelalterlichen Japan.
Darüber hinaus war er als Geschichtslehrer tätig.

## Veröffentlichungen
- Gabrielle und Roland Habersetzer: Enzyklopädie der Kampfkünste des Fernen Ostens. Palisander Verlag, 2019,  ISBN 978-3-957840-29-5.
- Roland Habersetzer: Iaidō. Die Kunst, das Schwert zu ziehen. Palisander Verlag, 2014. ISBN 978-3-938305-59-1.
- Roland Habersetzer: Amakusa Shirō – Gottes Samurai: Der Aufstand von Shimabara. Palisander Verlag, 2013, ISBN 978-3-938305-19-5.
- Roland Habersetzer: Die Krieger des alten Japan – Berühmte Samurai, Rōnin und Ninja. Palisander Verlag, 2. Auflage 2011, ISBN 978-3-938305-07-2.
- Roland Habersetzer: Bubishi – An der Quelle des Karatedô. Mit den 32 Formen des Kaisers Song Taizu. Dritte, erweiterte Auflage. Palisander Verlag, 2009, ISBN 978-3-938305-00-3.
- Roland Habersetzer: Koshiki Kata – Die klassischen Kata des Karatedô. Zweite Auflage. Palisander Verlag, 2009, ISBN 978-3-938305-01-0.
- Roland Habersetzer: Kobudō 1 – Bō und Sai. Palisander Verlag, 2006, ISBN 978-3-938305-02-7.
- Roland Habersetzer: Kobudō 2 – Nunchaku, Tonfa, Polizei-Tonfa. Palisander Verlag, 2007, ISBN 978-3-938305-03-4.
- Roland Habersetzer: Karate der Meister. Mit Körper und Geist. Palisander Verlag, 2010, ISBN 978-3-938305-16-4.
- Roland Habersetzer: 39 Karate-Kata. Aus Wadō-ryū, Gōjū-ryū und Shitō-ryū. Palisander Verlag, 2010, ISBN 978-3-938305-15-7.
- Roland Habersetzer: Die Grundtechniken des Karate. Vom Weißgurt bis zum 1. Dan . Palisander Verlag, 1. Auflage 2011, ISBN 978-3-938305-18-8.